# Rocha Lagoa
Francisco de Paula Rocha Lagoa OMM OESSH (Ouro Preto, 3 de junho de 1895 — Rio de Janeiro, 18 de abril de 1975) foi um juiz e político brasileiro. Foi ministro do Supremo Tribunal Federal entre 1950 e 1960, após indicação do presidente Eurico Gaspar Dutra para ocupar a vaga decorrente da aposentadoria do ministro Álvaro Goulart de Oliveira.

## Biografia
Era filho de Francisco Rocha Lagoa e Amélia Amaral Rocha Lagoa, nasceu na cidade mineira de Ouro Preto em 3 de junho de 1895.
Rocha Lagoa frequentou colégios de Belo Horizonte e de Juiz de Fora durante os estudos secundários e obteve diploma de bacharel em Ciência Jurídicas e Sociais pela Faculdade Livre de Direito de Minas Gerais em 1915.
Após o término dos estudos na faculdade de direito, Lagoa ocupou os cargos de delegado de polícia e deputado estadual de Minas Gerais na legislatura de 1919-1922 e reelegeu-se para a legislatura seguinte, porém renunciou ao cargo posteriormente.
Rocha Lagoa mudou-se para o Rio de Janeiro, então capital da República e ocupou cargos na promotoria, entre 1924 e 1931, e nas varas de acidente de trabalho, criminal e de órfãos e ausentes.
Em 16 de janeiro de 1940, ele é promovido para o cargo de desembargador do Tribunal de apelação do Distrito Federal. Em 9 de junho de 1947, por decreto do então presidente Eurico Gaspar Dutra, o desembargador Rocha Lagoa é nomeado ministro do  Tribunal Federal de Recursos (TFR), tomando posse em 23 de junho do mesmo ano e permanecendo no cargo até 14 de junho de 1950. Durante o exercício do mandato no TFR, Rocha Lagoa ocupou o cargo de ministro interino e ministro efetivo do Tribunal Superior Eleitoral (TSE).
Em 12 de junho de 1950, o presidente Dutra por meio de decreto nomeia Rocha Lagoa como ministro do Supremo Tribunal Federal (STF), a posse ocorre no dia 15 do mesmo mês. A vaga ocupada por Lagoa, pertencia ao ministro Goulart de Oliveira aposentado do tribunal.
Enquanto fazia parte do STF, Rocha Lagoa foi ministro efetivo do Tribunal Superior Eleitoral (TSE), entre 1955 e 1959, e presidente desta corte entre 1957 e 1959.
Solicitou sua aposentadoria do tribunal em 1960, sendo homenageado pela corte, mediante discurso do ministro Nélson Hungria.
Francisco de Paula Rocha Lagoa faleceu em 18 de abril de 1975, na cidade do Rio de Janeiro. Está sepultado no  Cemitério de São João Batista.

## Condecorações
O ministro Rocha Lagoa possui as seguintes condecorações:
- Grã-Cruz da Ordem de São Gregório Magno;
- Grã-Cruz da Ordem Equestre do Santo Sepulcro de Jerusalém;
- Estrela de Primeira Classe da Ordem da Estrela da Solidariedade Italiana;
- Grande Oficial da Ordem do Mérito Aeronáutico;
- Grande Oficial da Ordem do Mérito Militar.